# Kurt Heinrich Wolff
Kurt Heinrich Wolff (geboren 20. Mai 1912 in Darmstadt; gestorben 14. September 2003 in Newton, Massachusetts) war ein deutschamerikanischer Soziologe.

## Leben und Wirken
Wolffs Vater war Weinhändler in Darmstadt, er starb 1924. Seine Mutter floh 1939 in die Niederlande und überlebte dort den Holocaust, seine Schwester Gretel entkam in die USA, seine Schwester Hannah wurde in Auschwitz ermordet. Nach dem Abitur studierte Wolff drei Jahre Germanistik, Romanistik, Philosophie und Soziologie in Frankfurt am Main und in München; sein wichtigster akademischer Lehrer war Karl Mannheim. Wolff entwickelte seine Dissertation über „Intelligenz in Darmstadt“ zusammen mit Mannheim und Norbert Elias im Soziologischen Seminar der Universität Frankfurt. Noch während der Zeit, in der er Intellektuelle aus seiner Heimatstadt Darmstadt für dieses Dissertationsvorhaben interviewte, kam Hitler an die Macht und Wolff emigrierte nach Italien. Er setzte sein Studium in Florenz fort und wurde dort 1935 mit einer Arbeit über Wissenssoziologie promoviert.
Neben seinem Studium arbeitete Wolff von 1934 bis 1936 als Lehrer an der Schule am Mittelmeer in Recco (Ligurien) und anschließend bis 1938 am Colleggio Monte-Mare in Camogli-Ruta und dessen Dependance in Ponte di Legno. 1936 heiratete Wolff die Berlinerin Carla Bruck, der Sohn des Ehepaares Carlo wurde 1943 geboren. Bedeutsam war in diesen Jahren die Freundschaft mit seinem Studienfreund Aurelio Pace, Historiker und Vater des Künstlers Joseph Pace.
1939 emigrierte das Ehepaar Wolff über England (wo es sich nur drei Wochen aufhielt) in die USA und erhielt 1945 die US-amerikanische Staatsbürgerschaft. Auf Vermittlung einer Nichte bekam Wolff noch 1939 eine Anstellung als wissenschaftlicher Assistent für Soziologie an der Southern Methodist University in Texas. Vier Jahre später erhielt er ein Stipendium des Social Sciences Research Council, das ihm ermöglichte, an der University of Chicago zu studieren und in New Mexico Feldforschung zu betreiben. Nach einjähriger Tätigkeit als Soziologie-Dozent am Earlham College (Indiana) wurde er 1952 an der Ohio State University Professor. 1959 wechselte er an die Brandeis University (Massachusetts), an der er über seine Emeritierung im Jahr 1982 hinaus bis 1993 lehrte. Von 1964 an gehörte Wolff zum Board of Directors der Sociological Abstracts. 1966/67 nahm er eine einjährige Gastprofessur an der Universität Freiburg i. Br. wahr.
Wolff betätigte sich auch als Übersetzer. Insbesondere Werke Georg Simmels übertrug er ins Englische.
1966–1972 war Wolff Vorsitzender des Forschungsausschusses für Wissenssoziologie der International Sociological Association, 1972–1979 Präsident der International Society for the Sociology of Knowledge.
Wolff war Ehrenmitglied der Deutschen Gesellschaft für Soziologie.
1987 verlieh ihm seine Geburtsstadt Darmstadt die Johann-Heinrich-Merck-Medaille, und 2002, zu Wolffs neunzigstem Geburtstag, erinnerte Darmstadt mit einer kleinen Broschüre an ihn.

## Schriften (Auswahl)
- Trying Sociology (1974).
- Surrender and Catch (1976).
- Versuch zu einer Wissenssoziologie (1968).
- Hingebung und Begriff. Soziologische Essays (1968).
- Die persönliche Geschichte eines Emigranten, in: Srubar, Ilja (Hrsg.), Exil, Wissenschaft, Identität. Die Emigration deutscher Sozialwissenschaftler 1933–1945, Frankfurt am Main: suhrkamp, 1988, S. 13–22 (hier auch Quelle), ISBN 3-518-28302-2.
- Soziologie in der gefährdeten Welt (1998).
- o´Loma! (1989).
- Transformation in the Writing (1995).